# Stefania Okaka
Stefania Okaka est une joueuse italienne de volley-ball née le 9 août 1989 à Castiglione del Lago. Elle mesure 1,85 m et joue au poste de réceptionneuse-attaquante. Elle est la sœur jumelle du footballeur Stefano Okaka.

## Clubs
| Club                        | Pays     | De        | À         |
| --------------------------- | -------- | --------- | --------- |
| Trasimeno Volley            | Italie   | 2002-2003 | 2002-2003 |
| Novello Vicenza             | Italie   | 2003-2004 | 2003-2004 |
| Club Italia                 | Italie   | 2004-2005 | 2006-2007 |
| Roma Pallavolo              | Italie   | 2007-2008 | 2007-2008 |
| Futura Volley Busto Arsizio | Italie   | 2008-2009 | 2009-2010 |
| Castellana Grotte           | Italie   | 2010-2011 | 2010-2011 |
| Parma Volley                | Italie   | 2011-2012 | 2011-2012 |
| Crema Volley                | Italie   | 2012-2013 | jan 2013  |
| HPK Naiset                  | Finlande | 2013-2014 | …         |

## Palmarès

### Équipe nationale
- Championnat d'Europe des moins de 20 ans
  - Vainqueur : 2006.

### Clubs
- Coupe de la CEV
  - Vainqueur : 2010.